# Cairbre Cinnchait
Cairbre Cinnchait ou Caitchenn (i.e : « tête dure » ou « tête de chat » ?) est selon les légendes médiévales et la tradition pseudo-historique, un Ard ri Erenn. Il y a de considérables incohérences entre les sources principales sur son ascendance et sa place précise dans la succession des Ard ri Erenn.

## Lebor Gabála Érenn
Selon le Lebor Gabála Érenn, il accède au trône lorsque son prédécesseur, Conchobar Abradruad, est tué par Crimthann Nia Náir, et règne pendant cinq ans. Le Lebor Gabála Érenn n'est pas sûr de ses origines: il est décrit comme issu soit du Luaigne de Tara, les Tuatha Dé Danann, du Catraige de Connacht, le Corcortri (descendants de l'ancien Ard ri Erenn Cimbáeth ), ou un descendant de Ir, fils de Mil Espáine.
Le nom de son père serait Duthach. Son épouse serait Mains, fille du roi d'Ulaid, et leur fils, Morann mac Máin. Il a comme successeur Feradach Finnfechtnach et son règne est synchronisé avec celui de l'Empereur romain Domitien (81- 96 ap. J.-C.).

## Annales des quatre maîtres
D'après les Annales des quatre maîtres, Crimthann Nia Náir  devient « Haut roi » après avoir tué  Conchobar Abradruad, et Cairbre lui succède  « après avoir tué toute la noblesse ». Cairbre est ici le chef d'un soulèvement des Tuatha-aithech ou « peuples soumis ».Trois femmes enceintes de la noblesse échappent au massacre: Baine, fille du roi d'Alba, qui sera la mère de Feradach Finnfechtnach; Cruife, fille du roi de Bretagne, qui sera la mère de Corb Olum, ancêtre des Eóganachta de Munster, et enfin Aine, fille du roi des « Saxons » (?), qui deviendra la  mère de Tibraide Tirech, ancêtre du Dál nAraidi.
Pendant le règne de Cairbre, les dieux se vengent de l'Irlande en lui infligeant de mauvaises récoltes, les vaches ne  donnent pas de lait, et il n'y a  plus de poisson dans les rivières. Cairbre  meurt  après un règne de cinq ans, et est remplacé par Feradach Finnfechtnach, qui doit être âge d'au moins cinq ans à cette époque. La chronologie des Annales place son règne entre  9 et 14 ap. J.-C..

## Geoffrey Keating
Geoffrey Keating accepte que Crimthann réussisse à tuer Conchobar, mais il a comme successeur Feradach Finnfechtnach, Fiatach Finn et Fíachu Finnolach.
Dans ce contexte, c'est Fíachu Finnolach qui est renversé par le soulèvement de Cairbre et des « peuples soumis », et les femmes de la noblesse enceintes qui échappent au massacre sont : Eithne femme Fiachu Finnolach, la fille du roi d'Alba, mère de Tuathal Techtmar; Beartha, fille du roi de Bretagne et la mère de Tibraide Tirech, Aine, fille du roi des Saxons, mère de Corb Olom.
Selon Keating, Cairbre est le descendant d'un « prince scandinave » (?) venu en  Irlande avec Labraid Loingsech, ou avec les Fir Bolg. Il aurait régné pendant cinq ans, et serait mort de la peste. C'est son successeur Elim mac Conrach, qui aurait été renversé par Tuathal Techtmar le fils de Fiachu Finnolach. La chronologie de Keating Foras Feasa Eirinn  attribue à son règne les dates de  55 à 60 ap. J.-C. .

## Source
- (en) Cet article est partiellement ou en totalité issu de l’article de Wikipédia en anglais intitulé « Cairbre Cinnchait » (voir la liste des auteurs), édition du 30 mars 2012.